# Тернер (Орегон)
Тернер (англ. Turner) — місто (англ. city) в США, в окрузі Меріон штату Орегон. Населення — 2454 особи (2020).

## Географія
Тернер розташований за координатами 44°50′54″ пн. ш. 122°57′5″ зх. д. / 44.84833° пн. ш. 122.95139° зх. д. (44.848455, -122.951336).  За даними Бюро перепису населення США в 2010 році місто мало площу 3,75 км², з яких 3,70 км² — суходіл та 0,05 км² — водойми.

## Демографія
Згідно з переписом 2010 року, у місті мешкали 1854 особи в 710 домогосподарствах у складі 513 родин. Густота населення становила 495 осіб/км².  Було 768 помешкань (205/км²).
Расовий склад населення:
| - 93,2 % — білих - 1,7 % — корінних американців - 0,6 % — чорних або афроамериканців - 0,5 % — азіатів - 2,0 % — осіб інших рас |

До двох чи більше рас належало 2,0 %. Частка іспаномовних становила 7,3 % від усіх жителів.
За віковим діапазоном населення розподілялося таким чином: 25,5 % — особи молодші 18 років, 56,2 % — особи у віці 18—64 років, 18,3 % — особи у віці 65 років та старші. Медіана віку мешканця становила 39,0 року. На 100 осіб жіночої статі у місті припадало 92,5 чоловіків;  на 100 жінок у віці від 18 років та старших — 90,2 чоловіків також старших 18 років.
Середній дохід на одне домашнє господарство  становив 67 599 доларів США (медіана — 57 850), а середній дохід на одну сім'ю — 71 663 долари (медіана — 60 000). Медіана доходів становила 53 003 долари для чоловіків та 35 395 доларів для жінок. За межею бідності перебувало 12,6 % осіб, у тому числі 20,4 % дітей у віці до 18 років та 6,5 % осіб у віці 65 років та старших.
Цивільне працевлаштоване населення становило 1145 осіб. Основні галузі зайнятості: роздрібна торгівля — 19,1 %, освіта, охорона здоров'я та соціальна допомога — 18,3 %, виробництво — 11,5 %, публічна адміністрація — 11,0 %.